# Grand Prix de la Ville de Rennes 2002
Il Grand Prix de la Ville de Rennes 2002, ventiquattresima edizione della corsa e valida come evento UCI categoria 1.3, fu disputata il 7 aprile 2002 su un percorso di 189,4 km. Fu vinto dallo statunitense Kirk O'Bee che terminò la gara in 4h23'10", alla media di 43,182 km/h.
Al traguardo 77 ciclisti portarono a termine il percorso.

## Ordine d'arrivo (Top 10)
| Pos. | Corridore          | Squadra         | Tempo    |
| ---- | ------------------ | --------------- | -------- |
| 1    | Kirk O'Bee         | Navigators      | 4h23'10" |
| 2    | Vasilij Davydenko  | Navigators      | s.t.     |
| 3    | Alberto Ongarato   | De Nardi        | s.t.     |
| 4    | Ciarán Power       | Navigators      | s.t.     |
| 5    | Oleg Grishkine     | Navigators      | s.t.     |
| 6    | Nicolas Inaudi     | AG2R Prévoyance | s.t.     |
| 7    | Kurt Asle Arvesen  | Team Fakta      | s.t.     |
| 8    | Ludovic Capelle    | AG2R Prévoyance | s.t.     |
| 9    | Olivier Perraudeau | Bonjour         | s.t.     |
| 10   | Glen Mitchell      | Navigators      | s.t.     |